# 吉田実 (実業家)
吉田 実 (よしだ みのる、1950年11月 - )は日本の経営者。シーモール下関商業開発株式会社、前代表取締役社長。山口県下関市出身。

## 略歴
下関商業高校から八幡大学法経学部経営学科に進学。在学中に経営学に没頭する。1973年大学を卒業し下関商業開発株式会社に入社。一貫してシーモール下関設立準備に関わる。以後経理部長、営業部長、常務、専務を経て、2006年代表取締役社長に就任。2019年まで社長として13年間シーモール下関を運営してきた。その間シネコン誘致や下関海峡映画祭実行委員長 として地元文化の発展に貢献してきた。